# Gare de Bourg-Saint-Andéol
Pour les articles homonymes, voir Gare de Bourg.
La gare de Bourg-Saint-Andéol est une ancienne gare ferroviaire française de la ligne de Givors-Canal à Grezan, située sur le territoire de la commune de Bourg-Saint-Andéol dans le département de l'Ardèche en région Auvergne-Rhône-Alpes.
Fermée au service des voyageurs et des marchandises, elle est ouverte au service de l'infrastructure.

## Situation ferroviaire
Établie à 68 mètres d'altitude, la gare de Bourg-Saint-Andéol est située au point kilométrique (PK) 687,650 de la ligne de Givors-Canal à Grezan.
Cette ligne est principalement utilisée pour le transport de fret, bien que des initiatives locales cherchent à rétablir le service de voyageurs.

## Histoire

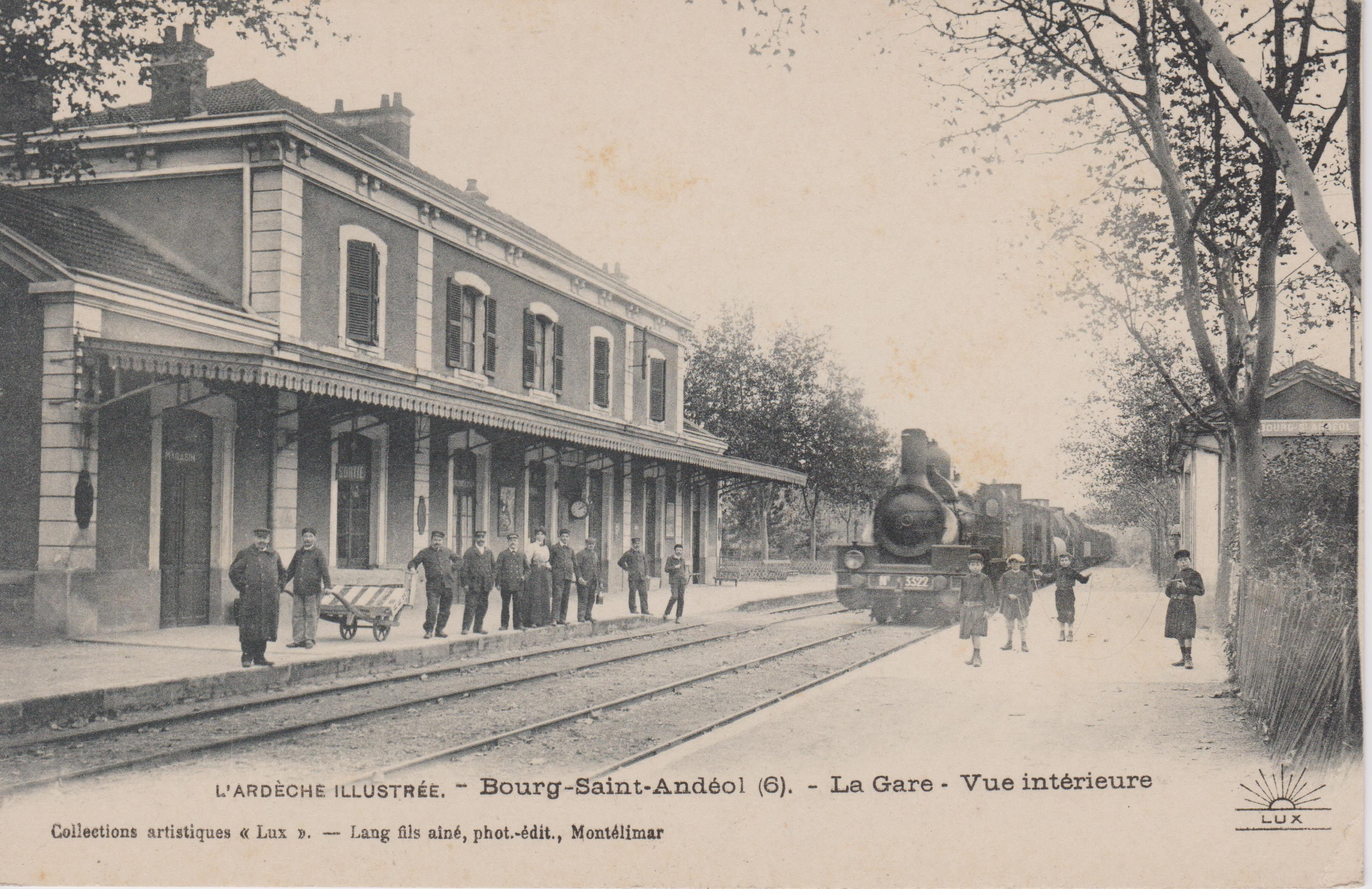
La gare au début du XXe siècle.

La gare de Bourg-Saint-Andéol a été mise en service le 30 août 1880, lors de l'ouverture de la ligne Givors - Grézan, connue sous le nom de "ligne de la Rive Droite du Rhône" .
Cette ligne a joué un rôle crucial dans le développement économique de la région en facilitant le transport des marchandises. 
Le 6 août 1973, la desserte voyageurs a été supprimée, et la ligne a été dédiée exclusivement au fret .
Depuis lors, plusieurs tentatives ont été faites pour rétablir le service de voyageurs. En 2008, un projet de réouverture de la ligne Romans-Nîmes, incluant une desserte de l'Ardèche, a été proposé mais n'a pas abouti . En 2021, des collectifs locaux continuent de militer pour le retour des trains de voyageurs sur cette ligne.

## Service des voyageurs
Fermée aux voyageurs depuis 1973, la gare n'offre plus de service.
La ligne est utilisée exclusivement pour le transport de fret, bien que des discussions soient en cours pour rétablir le service de voyageurs. Les initiatives locales, telles que celles menées par le collectif Bourg en transition, espèrent voir revenir les trains de voyageurs dans un avenir proche ,.